# Meteoros (álbum)
Meteoros es el primer álbum de estudio de la banda argentina Meteoros, lanzado el 6 de noviembre de 2015 por la discografía Sony Music. Comenzando con la promoción con el sencillo «Decirnos la Verdad» en el cual se publicó el mismo día que el videoclip.

## Lista de canciones
| Meteoros |                                   |          |  |
| N.º      | Título                            | Duración |  |
| 1.       | «Decirnos la Verdad»              | 3:10     |  |
| 2.       | «No Me Acuerdo de Nada»           | 3:44     |  |
| 3.       | «Desconfío»                       | 3:59     |  |
| 4.       | «Esclavos del Silencio»           | 3:49     |  |
| 5.       | «No Hay Tiempo»                   | 3:46     |  |
| 6.       | «Detenerme»                       | 3:39     |  |
| 7.       | «Yo No Puedo Hacerte Ningún Bien» | 3:14     |  |
| 8.       | «Contradicción»                   | 4:09     |  |
| 9.       | «Invisible»                       | 4:02     |  |
| 10.      | «La Ciudad»                       | 3:44     |  |
| 38:06    |                                   |          |  |

Notas
- Todas las canciones fueron producidas y escritas por Ale Sergi, Cachorro Lopez,  DiDi Gutman y Julieta Venegas.